# Ehli Bejt
Ehli-bejt (arabsko أهل البيت [Ahl al-Bajt]) je v arabski izraz, ki pomeni pripadniki družine, mišljena pa je družina preroka Mohameda, preko njegove hčere Fatime in njegovega zeta Alija. Ta dva sta imela dva sinova Hasana in Huseina. Kadar se govori o Ehlul Bejt, je torej mišljenja družina sledečih: Mohamed, Fatima, Ali, Hasan, Husein.

Ehli-kisa (arabsko اهل الكساء [Ahl al-Kisa]) je izraz, ki pomeni pripadniki / ljudje ogrinjala in je pravtako mišljeno kot prej, družina preroka Mohameda. 

## Izvor
Izraza izvirata iz tako imenovanega hadisa: Hadis o dogodku z ogrinjalom, katerega sprejemajo kot zaupanja vrednega obojni suniti in šiiti, vendar ga drugače interpretirata. 

## Pomen
Pomen oziroma smisel izrazov Ehlul bejt ali Ehlul kisaa je ta, da je to eden od poglavitnih razlogov za razlikovanje med suniti in šiiti.
V hadisu (Hadis o dogodku z ogrinjalom), je omenjeno da je prerok Mohamed pod svojo ogrinjalo sprejel svojo hčer Fatimo, zeta Alija, ter vnuka Hasana In Huseina in takrat rekel: »To so pripadniki moje družine«.
Prav to je poglaviten razlog zaradi katerega so šiiti takrat in še dan danes trdijo, da bi kalifat oziroma vodstvo muslimanske populacije moralo voditi direktno potomstvo preroka Mohameda, začenši z Ehlul bejt/Kisaa. Torej potomstvo Alija, Fatime, Hasana in Huseina.

## Kalifat
Razdor v takratni prvotni muslimanski populaciji se je začel ravno takrat po smrti preroka Mohameda, ko le-ta ob svoji smrti postelji ni povedal kdo naj bi ga nasledil na mestu vodje te že velike muslimanske populacije oziroma države.
Vendar pa je nekaj mesecev pred smrtjo, ko je že bil toliko bolan, da ni mogel prisostovati molitvi kot imam, to nalogo zaupal Abuj Bakru, enemu od prvih muslimanov in njegovemu dobremu prijatelju. Ta je kasneje po smrti Mohameda bil tudi od velike večine muslimanov izbran za novega kalifa. In tako se je začela pisati zgodovina prvih nekaj velikih kalifov islamskega sveta. Prav tu pa je nastal problem, saj so bili nekateri muslimani prepričani, da bi mesto kalifa moral zavzeti nekdo od prerokove družine, nekdo iz Ehlul-Bejt.